# Повраћање слично талогу млевене кафе
Повраћање слично талогу млевене кафе један је од облика хеметемезе који има посебан изглед повраћане масе. Током крварења у желуцу долази до пребојавања хране од стране органски молекули хема црвених крвних зрнаца у којима се налази елемент гвожђе, које оксидира након излагања желудачној киселини. Ова реакција узрокује да повраћана маса изгледа као талог од  млевене кафе.
Повраћање слично талогу млевене кафе требало би разликовати од повраћања светло црвене крви, које се назива хематемеза. Хематемеза, за разлику од повраћања сличног талогу млевене кафе, јер сугерише да је крварење из горњег гастроинтестиналног тракта акутније или теже, на пример због чира на желуцу или варикозитета једњака.
Ово стање може захтевати хитну медицинску помоћ и лечење у јединицама интензивне неге. Зато свако ко повраћа крв или супстанцу која личи на талог од кафе треба одмах да потражи медицинску помоћ. Ако особа не може сама да дође до хитне помоћи, требало би да позове хитну помоћ.

## Етиологија
Повраћање слично талогу црне кафе као један од симптома може се јавити код езофагитиса, варикозитета једњака, гастритиса, цирозе или чир на желуцу, као последица крварења ииз ових органа. Када није праћен меленом, хематемеза или пад хемоглобина са одговарајућом уреом расте и ствара нестабилну реакцију, а потребно је разјаснити друге узроке повраћања сличног талогу црне кафе; на пример, код застој у желуцу, опструкције црева или илеуса, који могу изазвати повраћање оксидованог материјала хране. Повраћање додатака (суплемената) гвожђа такође може да опонаша талог од кафе за необучено око.
Болести као што су ебола, жута грозница, вирусни хепатитис, хемофилија Б, болест масне јетре и карцином желуца, панкреаса, једњака и, ретко, ретроградна јејуногастрична интусусцепција такође могу бити разлог за повраћање слично талогу млевене кафе.
Када се приписује пептичној упали, ово повраћање је обично  укључена употреба нестероидних антиинфламаторних лекова (НСАИД). Ови лекови могу да ометају природну одбрану желуца од јако киселе средине, узрокујући оштећење слузокоже што може довести до крварења. Због тога се препоручује да се ова класа лекова узима са храном или на пун стомак. 
Други узроци упале могу бити последица тешке гастроезофагеалне рефлуксне болести, гастритиса Хеликобацтер пилори, порталне хипертензивне гастропатије или малигнитет.
Оксидирана крв из горњег гастроинтестиналног крварења се такође може излучити столицом. Она производи црну (катранасту)  столицу познату под називом мелена.

## Клиничка слика
Поред повраћања које је по изгледу слићно талогу од црне кафе у клиничкој слици могу бити  присутни и следећи симптоми
- бол у грудима
- вртоглавица
- бледа кожа
- јак бол у стомаку
- осећај вртоглавице
- светло црвена крв у повраћаној маси
- велики угрушци у повраћаној маси
- несвестица

Остали симптоми који могу пратити повраћање у облику млевене кафе могу се разликовати у зависности од основног стања које је изазвало болест.

## Дијагноза
Ова врста повраћања обично указује на крварење у органима за варење. Да би дијагностиковао узрок повраћања сличног талогу од млевене кафе или било ког фактора који томе претходи, лекар при узмању анамнезе питати особу да ли  доживљава  било које друге симптоме, узимаа било какве лекове или се суочавање са било којим другим медицинским стањима
Након обављеног физичког прегледа ради се  један или више тестова како би се  утврдио тачан узрок крварења.
Код већина пацијенат раде се:
- тестови крви

- рендгенски снимак грудног коша да би се прегледало ово подручје.

- едоскопија, током које се кроз убачену дугу танку цев са светлом и камером прегледава желудац, једњак и горњи део танког црева и према потреби узма узорак ткива.

- колоноскопија током које се кроз убачену дугу танку цев са светлом и камером убачену кроз ректум проверава стање доњег дела ГИ тракта.

- тестови функције јетре, да би се утврдило стање и проблеме у јетри.

Када добију резултате тестова, лекар може да постави тачнију дијагнозу и сачини план лечења који ће се бавити основним стањем које узрокује повраћање слично талогу млевене кафе.

## Терапија
Лечење повраћања сличног талогу млевене кафе зависи од основне етиологије. Историја болести пацијента и почетне лабораторије анализе, посебно концентрације хемоглобина у крви, могу помоћи у разврставању пацијената према тежини болести и потреби за хитном интервенцијом.
Крварећи чиреви за које се верује да су узроковани инфекцијом Helicobacter pylori обично се лече комбинацијом лекова, који спадају у две категорије. 
- Прва категорија лекова - користе за смањење болова повезаних са чиром, јер ограничавају њихову изложеност желудачној киселини. Ово се може постићи лековима који смањују производњу желудачне киселине (као што су инхибитори протонске пумпе (ИПИ) или Х2-блокатори), или лекови из групе конвенционалних антацида. Сукралфат је такође ефикасан лек у овој улози, јер облаже чир, штитећи га од дејства каустичне желудачне киселине.

- Друга категорију лекова - су антибиотици који се користи за уклањање основне бактеријске инфекције. Кларитромицин и амоксицилин се обично користе у тандему, али режими употребе  антибиотика могу варирати у зависности од осетљивости организма, нежељених ефеката и алергија код пацијената.

Чиреви на желуцу узроковани неконтролисаном употребом НСАИЛ могу се лечити престанком употребе НСАИЛ или инхибиторима протонске пумпе, ако престанак употребе НСАИЛ није могућ.
Крварење из једњака је углавном узроковано гастроезофагеалном рефлуксном болешћу (ГЕРБ).лечи се инхибиторима протонске пумпе и блокаторима Х2 рецепторе или истовременом употребом оба лека због бољих резултата лечења. Тешки случајеви ГЕРБ-а могу бити отпорни на ове лекове и захтевају фундопликацију, операцију у којој је гастроезофагеални спој хируршки ојачава. Иако модификације животног стила, исхрана и употреба антацида може смањити симптоме ГЕРБ-а као што је горушица, ове методе нису довољне за потпуно излечење чира на једњаку.
Крварење из варикозитета једњака може се лечити различитим лековима и интервенцијама, у зависности од основних узрока и тежине болести. Мало је вероватно да ће се тешки случајеви испољити као повраћање слично талогу млевене кафе, јер је већа  вероватноћа да ће се приказати као јаркоцрвено повраћање.
Раздеротине једњака иако су углавном самоограничавајуће, у већини случајева захтевају трансфузију крви да би се надокнадио губитак крви. Ендоскопске интервенције, укључујући ињекције епинефрина, клипинг и каутеризација могу се примеити ако је потребно.